# Жаба прибережна
Жаба прибережна (Fejervarya limnocharis) — вид земноводних з роду Fejervarya родини Dicroglossidae.

## Опис
Загальна довжина досягає 3,9—5 см. Спостерігається статевий диморфізм: самиці більші за самців. Голова середнього розміру. Тулуб широкий. Кінцівки потужні. Пальці напівперетинчасті. Є своєрідна бахрома на 5-му пальці. Присутні невеликий зовнішній п'ятковий горб. Верхня сторона тіла оливково-зелена або оливково-бура, плямистий малюнок трав'янисто-зелений або темно-бурий. Смуга, що проходить по середній лінії спини, буває то вузькою й жовтою або трав'янисто-зеленою, то широкою та помаранчевою, іноді вона зовсім відсутня. Нижня сторона біла, губи у темно-бурих плямах. Є темна пляма ніж очима у вигляді літери «V». 

## Спосіб життя
Полюбляє відкриті ландшафти, узбережжя річок, ставків, озер, морів. Зустрічається на висоті до 2000 м над рівнем моря. Активна вночі. Популяція цих жаб представлена двома віковими групами: сеголетками (18—32 мм) і дорослими (понад 34 мм). 
Цей вид характеризується швидким ростом і раннім настанням статевої зрілості  — на 1-му році. Основна частина популяції оновлюється через рік, оскільки жаби старше одного року складають менше 2% популяції. Розмноження відбувається до періоду дощів — з травня по серпень. Відрізняється дуже високою плодючістю — самиця відкладає до 1200 яєць за один раз. за сезон буває до 10 таких кладок. Ікринки розміром з просяне зерно утворюють овальні грудки. Пуголовки вилуплюються через 48 годин.

## Розповсюдження
Мешкає від Пакистану до В'єтнаму, а також на Тайвані й в Японії, Індонезії, на Філіппінах. Іноді зустрічається на о.Шрі-Ланка та в Бутані. Завезено на о. Гуам.